# Kloster Santa Maria di Spanò
Kloster Santa Maria di Spanò war eine Zisterzienserabtei in Sizilien, Italien. Es lag auf einem Kalksporn über dem Fluss Simeto zwischen Bronte und Randazzo in der heutigen Metropolitanstadt Catania, westlich des Ätna.

## Geschichte
Das Kloster wurde wahrscheinlich 1263 von Nicola di Troina gestiftet. Der Gründungskonvent dürfte aus dem Kloster Novara di Sicilia gekommen sein, so dass das Kloster der Filiation der Primarabtei Clairvaux angehörte. Ob das Kloster jemals eine selbstständige Abtei war, ist im Hinblick auf das Statutum 31 des Generalkapitels des Ordens 1279 umstritten. Nach anderen Angaben wurde es 1310 mit dem Mutterkloster Novara vereinigt. Noch 1425 wird es in einer Urkunde des Alfons von Aragon genannt. Für die spätere Zeit fehlen urkundliche Belege.

## Anlage und Bauten
Die auf der Höhe gelegene Klosteranlage umfasst eine rechteckige Kirche mit gotischem Portal mit vier Archivolten und einer kleinen Rosette in der Fassade sowie einem Presbyterium mit drei Apsiden.